# Rafael Lozano (Boxer, 1970)
Rafael Lozano Muñoz (* 25. Januar 1970 in Córdoba) ist ein ehemaliger spanischer Profiboxer im Halbfliegengewicht. Er war unter anderem Bronzemedaillengewinner der Olympischen Spiele 1996 und Silbermedaillengewinner der Olympischen Spiele 2000.

## Amateurkarriere
Rafael Lozano war Viertelfinalist der Europameisterschaften 1991 in Göteborg und Achtelfinalist der Weltmeisterschaften 1991 in Sydney. Bei den Olympischen Spielen 1992 in Barcelona besiegte er Khela Thwala und Eric Griffin, ehe er im Viertelfinale gegen den späteren Olympiasieger Rogelio Marcelo auf Platz 5 ausschied.
1993 gewann er die Silbermedaille bei den Mittelmeerspielen in Narbonne und erreichte das Achtelfinale bei den Europameisterschaften in Bursa. Zudem gewann er die Silbermedaille beim Weltcup 1994 in Bangkok und war Viertelfinalist der Weltmeisterschaften 1995 in Berlin.
Bei den Europameisterschaften 1996 in Vejle gewann er Bronze, ebenso bei den Olympischen Spielen 1996 in Atlanta. Nach Siegen gegen Joseph Benhard, Masibulele Makepula und La Paene Masara, war er im Halbfinale gegen Mansueto Velasco ausgeschieden.
Eine weitere Bronzemedaille gewann er bei den Mittelmeerspielen 1997 in Bari, bei den Weltmeisterschaften 1997 in Budapest schied er im Achtelfinale aus.
Nachdem er noch jeweils das Viertelfinale bei den Europameisterschaften 1998 in Minsk und den Europameisterschaften 2000 in Tampere erreicht hatte, startete er bei den Olympischen Spielen 2000 in Sydney. Dort erreichte er gegen Danilo Lerio, Suleiman Bilali und Kim Un-chol das Finale, wo er gegen Brahim Asloum verlor und die Silbermedaille gewann. Er hatte Asloum jedoch im November 1999 bei einem Turnier in Rumänien besiegt.

### Siege bei internationalen Turnieren (Auswahl)
- Februar 2000: Strandja Memorial in Bulgarien[18]
- September 1999: Feliks Stamm Tournament in Polen[19]
- März 1999: Trofeo Italia in Italien[20]
- September 1998: Acropolis Cup in Griechenland[21]
- September 1997: Tammer-Turnier in Finnland[22]
- Oktober 1995: Vaclav Prochazka Tournament in Tschechien[23]
- November 1990: Copenhagen Cup in Dänemark[24]

## Profikarriere
Rafael Lozano boxte als Profi von Mai 2001 bis November 2010. Er besiegte im Februar 2006 Alexandar Alexandrow, verlor im Dezember 2006 beim Kampf um den Titel WBA-Intercontinental gegen seinen Olympiagegner Brahim Asloum und wurde in seinem letzten Kampf gegen Jordi Gallart Spanischer Meister im Halbfliegengewicht.

## Nach dem Boxen
Nach seiner aktiven Karriere wurde er Boxtrainer für das spanische Nationalteam. Sein Sohn Rafael Lozano ist ebenfalls Boxer und war unter anderem Teilnehmer der Olympischen Spiele 2024.